# Planeta (revista)
A revista Planeta foi uma publicação mensal da Editora Três que circulou no Brasil a partir de 1972. Ao longo das suas quase cinco décadas de existência, a publicação passou por diferentes abordagens (ufologia, esoterismo, parapsicologia, ecologia) até que migrou totalmente, no início da década de 2010, para a sustentabilidade, meio ambiente, sociedade e ciência. Sua última edição foi a nº 548, de junho/julho de 2019, no seu 47º ano de existência no Brasil. A revista encontra-se descontinuada, mas muitas das suas matérias seguem publicadas no site, que ainda é atualizado com regularidade.

## Histórico
A Planeta foi a primeira revista da Editora Três, criada como uma versão brasileira da Planète, revista fundada em 1963 pelos franceses Louis Pauwels e Jacques Bergier, autores do clássico "O Despertar dos Mágicos" (1961). Porta-voz de um movimento de renovação intelectual chamado realismo fantástico. A revista fazia furor na França e em outros países onde era editada, para o qual convergiam, ao mesmo tempo, vários vetores da contracultura.
Os editores da edição brasileira foram:
- Ignacio de Loyola Brandão (1972-1976);[6][7]
- Luis Pellegrini (1975-1980);
- Edenilton Lampião (1981-1982);
- Eduardo Araia (1983-2003);
- Luis Pellegrini (2004-2011);
- Ricardo Arnt (2012-2015)
- Gisele Vitória (2015-2017)
- Eduardo Araia (2017-2019)